# Karol Bal
Karol Bal (ur. 4 września 1934 w Zamościu, zm. 31 maja 2022) – polski filozof, profesor zwyczajny na Uniwersytecie Wrocławskim.
Był uczniem Bronisława Baczki. Znawca klasycznej filozofii idealizmu niemieckiego i współczesnej filozofii niemieckiej. W latach 1992–2004 wiceprezydent Internationale Hegel-Gesellschaft, a w latach 2003–2006 członek Prezydium Komitetu Nauk Filozoficznych PAN w Wydziale I Nauk Społecznych PAN.
W roku 1990, z jego inicjatywy, powołano w ramach Wydziału Nauk Społecznych Uniwersytetu Wrocławskiego Instytut Filozofii - jego dyrektorem był do 2004 roku.
W 1998 r. został odznaczony Krzyżem Oficerskim Orderu Odrodzenia Polski oraz Krzyżem Partyzanckim.
Jego prochy zostały złożone na cmentarzu w Czeladzi w grobowcu rodzinnym.

## Najważniejsze prace
- Rozum i historia. Historiozofia Hegla wobec Oświecenia (1973);
- Recepcje i interpretacje marksizmu oraz jego teoretycznych źródeł w piśmiennictwie RFN (1968–1978) (1982);
- Wprowadzenie do etyki Kanta (1984);
- Hegel im Kontext der Wirkungsgeschichte: XVIII. Internationaler Hegel-Kongreß. Wrocław 1990 (red.; 1992);
- Kant i Hegel. Dwa szkice z dziejów niemieckiej myśli etycznej (1994);
- Aktualität der Vergangenheit (1997);
- Gadamer i Wrocław. Gadamer und Breslau (red.; 1997);
- Philosophie und Regionalität (1999);
- Hans-Georg Gadamer w „Zbliżeniach Polska-Niemcy. Annäherungen Polen-Deutschland” (red.; 2006).